# Halové mistrovství České republiky ve vícebojích
Historie mistrovství republiky v halových vícebojích (údaje do roku 2006 včetně)
Mistrovství bylo založeno v roce 1993, zatím se konalo vždy v Praze. Odehrává se v buď v nafukovací hale na Strahově, nebo v hale Otakara Jandery v pražské Stromovce.

## Muži
Medailisté
| Rok   | – Zlato              | – Stříbro             | – Bronz             |
| ----- | -------------------- | --------------------- | ------------------- |
| 2008  | David Sazima 5443    | Antonín Vácha 5427    | Tomáš Nešvera 5193  |
| 2006: | Milan Kohout 5525    | Dominik Špiláček 5425 | Jakub Chomát 5331   |
| 2005: | Aleš Hončl 5574      | Jakub Chomát 5333     | Milan Kohout 5289   |
| 2004: | Pavel Havlíček 5614  | Aleš Hončl 5413       | Vít Zákoucký 5312   |
| 2003: | Pavel Havlíček 5503  | Vít Zákoucký 5367     | Lukáš Klíma 5367    |
| 2002: | Jan Poděbradský 5928 | Tomáš Komenda 5878    | Milan Kohout 5579   |
| 2001: | Aleš Pastrňák 5422   | Michal Žižka 5407     | Tomáš Petříček 5248 |
| 2000: | Tomáš Komenda 5810   | Jiří Ryba 5788        | Aleš Pastrňák 5732  |
| 1999: | Kamil Damašek 5999   | Jiří Ryba 5913        | Tomáš Komenda 5642  |
| 1998: | Roman Šebrle 6132    | Martin Jílek 5784     | Tomáš Dvořák 5671   |
| 1997: | Tomáš Dvořák 6211    | Kamil Damašek 6182    | Roman Šebrle 6057   |
| 1996: | Roman Šebrle 5892    | Peter Sóldos 5771     | Martin Jelínek 5590 |
| 1995: | Jan Poděbradský 5876 | Kamil Damašek 5831    | Aleš Hončl 5182     |
| 1994: | Kamil Damašek 5618   | Jan Poděbradský 5598  | Dalibor Špoták 5372 |
| 1993: | Tomáš Dvořák 5707    | Peter Sóldos 5407     | Kamil Damašek 5402  |

Počet titulů
- Kamil Damašek, Tomáš Dvořák, Pavel Havlíček, Jan Poděbradský, Roman Šebrle 2×
- Aleš Hončl, Milan Kohout, Tomáš Komenda, Aleš Pastrňák, David Sazima 1×

Počet medailí
- Kamil Damašek 5×
- Tomáš Dvořák, Aleš Hončl, Milan Kohout, Tomáš Komenda, Jan Poděbradský, Jiří Ryba, Roman Šebrle 3×
- Pavel Havlíček, Jakub Chomát, Aleš Pastrňák, Peter Sóldos, Vít Zákoucký 2×
- Martin Jelínek, Lukáš Klíma, Tomáš Petříček, Dominik Špiláček, Dalibor Špoták, Michal Žižka, David Sazima 1×

Deset nejlepších výkonů na mistrovství
- 6211 Tomáš Dvořák		1997
- 6182 Kamil Damašek		1997
- 6132 Roman Šebrle		1998
- 5928 Jan Poděbradský		2002
- 5913 Jiří Ryba		1999
- 5878 Tomáš Komenda		2002
- 5771 Peter Sóldos		1996
- 5732 Aleš Pastrňák		2000
- 5729 Martin Jelínek		2000
- 5614 Pavel Havlíček		2004

## Ženy
Medailisté
2006: 1. Jana Korešová 3977, 2. Lucie Kostnerová 3931, 3. Marie Burešová 3904;  
2005: 1. Lucie Kostnerová 3856, 2. Petra Šindelářová 3737, 3. Hana Kavínová 3595; 
2004: 1. Petra Šindelářová 3890, 2. Renata Horáková 3798, 3. Natálie Fričová 3556; 
2003: 1. Jana Klečková 4153, 2. Petra Šindelářová 3647, 3. Jana Jelínková 3556; 
2002: 1. Jana Klečková 4309, 2. Jana Korešová 3732, 3. Pavla Fabianová 3567; 
2001: 1. Jana Klečková 4248, 2. Kateřina Nekolná 4130, 3. Hana Doleželová 3735; 
2000: 1. Jana Klečková 4275, 2. Kateřina Nekolná 4258, 3. Michaela Hejnová 4149; 
1999: 1. Jana Klečková 4200, 2. Šárka Beránková 4072, 3. Hana Doleželová 4059; 
1998: 1. Helena Vinařová 4297, 2. Jana Klečková 4206, 3. Michaela Hejnová 3940; 
1997: 1. Kateřina Nekolná 4195, 2. Jana Klečková 4052, 3. Petra Šebelková 3674; 
1996: 1. Jana Klečková 3960, 2. Petra Šebelková 3602, 3. Šárka Mládková 3547; 
1995: 1. Dagmar Urbánková 4301, 2. Kateřina Nekolná 3964, 3. Renata Staňová 3797; 
1994: 1. Dagmar Urbánková 4174, 2. Alice Matějková 3989, 3. Helena Vinařová 3908; 
1993: 1. Jana Švarná 3819, 2. Zuzana Machotková 3818, 3. Dana Jandová 3698. 

Počet titulů
- Jana Klečková 6×
- Dagmar Urbánková 2×
- Jana Korešová, Lucie Kostnerová, Kateřina Nekolná, Petra Šindelářová, Jana Švarná, Helena Vinařová 1×

Počet medailí
- Jana Klečková 8×
- Kateřina Nekolná 4×
- Petra Šindelářová 3×
- Hana Doleželová, Michaela Hejnová, Jana Korešová, Lucie Kostnerová, Petra Šebelková, Dagmar Urbánková, Helena Vinařová 2×
- Šárka Beránková, Marie Burešová, Pavla Fabiánová, Natálie Fričová, Renata Horáková, Dana Jandová, Jana Jelínková, Hana Kavínová, Zuzana Machotková, Alice Matějková, Šárka Mládková, Renata Staňová, Jana Švarná 1×

Deset nejlepších výkonů na mistrovství
- 4309 Jana Klečková		2002
- 4301 Dagmar Urbánková		1995
- 4297 Helena Vinařová		1998
- 4258 Kateřina Nekolná		2000
- 4153 Jana Klečková		2003
- 4149 Michaela Hejnová		2000
- 4119 Šárka Beránková		2000
- 4059 Hana Doleželová		1999
- 3989 Alice Matějková		1994
- 3977 Jana Korešová		2006

## Junioři
Medailisté
2006: 1. Sazima 5437, 2. Lukáš Doskočil 4996, 3. Tomáš Nešvera 4824; 
2005: 1. Lukáš Patera 5417, 2. David Sazima 5283, 3. Antonín Vácha 4874; 
2004: 1. Jakub Forejt 4926, 2. Petr Koňařík 4846, 3. Jakub Tomoszek 4732; 
2003: 1. Jiří Kliner 5290, 2. Jan Dočkal 5193, 3. Jakub Forejt 4878; 
2002: 1. Petr Svoboda 5255, 2. Jiří Kliner 5023, 3. Václav Krejčíř 4889; 
2001: 1. Dominik Špiláček 5073, 2. Lukáš Bechyně 4713, 3. Oldřich Sláma 4702; 
2000: 1. Tomáš Vykydal 4800, 2. Vladimír Michalička 4501, 3. Vladimír Schertler 4492; 
1999: 1. Milan Kohout 5301, 2. Pavel Havlíček 4933, 3. Tomáš Purman 4707; 
1998: 1. Adam Ptáček 5604, 2. Michal Žižka 4829, 3. Lukáš Klíma 4818; 
1997: 1. Tomáš Komenda 5675, 2. Michal Šída 4995, 3. Martin Suchánek 4934; 
1996: 1. Štěpán Janáček 5641, 2. Tomáš Komenda 5296, 3. Michal Šída 4931; 
1995: 1. Jiří Ryba 5458, 2. Aleš Pastrňák 5033, 3. Štěpán Janáček 4990; 
1994: 1. Jiří Ryba 5215, 2. Lukáš Souček 5206, 3. Aleš Hončl 5087; 
1993: 1. Dalibor Špoták 5420, 2. Jan Poděbradský 5233, 3. Pavel Loučka 5156. 

Počet titulů
- Jiří Ryba 2×
- Jakub Forejt, Štěpán Janáček, Jiří Kliner, Milan Kohout, Tomáš Komenda, Lukáš Patera, Adam Ptáček, David Sazima, Petr Svoboda, Dominik Špiláček, Dalibor Špoták, Tomáš Vykydal 1×

Počet medailí
- Jakub Forejt, Štěpán Janáček, Jiří Kliner, Tomáš Komenda, Jiří Ryba, David Sazima, Michal Šída 2×
- Lukáš Bechyně, Jan Dočkal, Lukáš Doskočil, Pavel Havlíček, Aleš Hončl, Lukáš Klíma, Milan Kohout, Petr Koňařík, Václav Krejčíř, Pavel Loučka, Vladimír Michalička, Tomáš Nešvera, Aleš Pastrňák, Lukáš Patera, Jan Poděbradský, Adam Ptáček, Tomáš Purman, Vladimír Schitler, Oldřich Sláma, Lukáš Souček, Martin Suchánek, Petr Svoboda, Dominik Špiláček, Dalibor Špoták, Jakub Tomoszek, Antonín Vácha, Jan Vlačiha, Tomáš Vykydal 1×

Deset nejlepších výkonů na mistrovství
- 5675 Tomáš Komenda		1997
- 5641 Štěpán Janáček		1996
- 5604 Adam Ptáček		1998
- 5458 Jiří Ryba		1995
- 5437 David Sazima		2006
- 5420 Dalibor Špoták		1993
- 5417 Lukáš Patera		2005
- 5301 Milan Kohout		1999
- 5290 Jiří Kliner		2003
- 5255 Petr Svoboda		2002

## Juniorky
Medailisté
2006: 1. Lenka Ručková 3641, 2. Zuzana Málková 3526, 3. Lucie Schönová 3330; 
2005: 1. Kateřina Konvalinková 3605, 2. Věra Zedníková 3303, 3. Lucie Permedlová 3281; 
2004: 1. Marie Burešová 3824, 2. Kateřina Konvalinková 3554, 3. Lucie Fišerová 3483; 
2003: 1. Marie Burešová 3686, 2. Eva Vaidová 3510, 3. Lucie Fišerová 3411; 
2002: 1. Petra Šindelářová 3715, 2. Petra Borovičková 3677, 3. Blanka Skřivánková 3542; 
2001: 1. Blanka Skřivánková 3528, 2. Zdeňka Bartošová 3408, 3. Lenka Uhrová 3319; 
2000: 1. Barbora Špotáková 3710, Zdeňka Bartošová 3259, 3. Lucie Matulová 3163; 
1999: 1. Michaela Hejnová 4018, 2. Barbora Špotáková 3714, 3. Žaneta Václavková 3300; 
1998: 1. Hana Doleželová 3887, 2. Radka Netoušková 3377, 3. Tereza Wagnerová 3271; 
1997: 1. Petra Štěrbová 3503, 2. Radka Netoušková 3352, 3. Radka Pětníková 3290; 
1996: 1. Šárka Beránková 3514, 2. Tereza Langnerová 3335, 3. Gabriela Labíková 3220; 
1995: 1. Nikola Špinová 3804, 2. Šárka Mládková 3650, 3. Olga Mencnarovská 3404; 
1994: 1. Nikola Špinová 3790, 2. Vlasta Gruberová 3642, 3. Dagmar Votočková 3559; 
1993: 1. Kateřina Nekolná 3901, 2. Jana Klečková 3340, 3. Milena Kučerová 3294. 

Počet titulů
- Marie Burešová, Nikola Špinová 2×
- Šárka Beránková, Hana Doleželová, Michaela Hejnová, Kateřina Konvalinková, Kateřina Nekolná, Lenka Ručková, Blanka Skřivánková, Petra Šindelářová, Barbora Špotáková, Petra Štěrbová 1×

Počet medailí
- Zdeňka Bartošová, Marie Burešová, Lucie Fišerová, Kateřina Konvalinková, Radka Netoušková, Blanka Skřivánková, Nikola Špinová, Barbora Špotáková 2×
- Šárka Beránková, Petra Borovičková, Hana Doležalová, Vlasta Gruberová, Michaela Hejnová, Jana Klečková, Milena Kučerová, Gabriela Labíková, Tereza Langerová, Zuzana Málková, Lucie Matulová, Olga Mecnarovská, Šárka Mládková, Kateřina Nekolná, Lucie Permedlová, Radka Pětníková, Lenka Ručková, Lucie Schönová, Petra Šindelářová, Petra Štěrbová, Lenka Uhrová, Žaneta Václavková, Eva Vaidová, Dagmar Votočková, Tereza Wágnerová, Věra Zedníková 1×

Deset nejlepších výkonů na mistrovství
- 4018 Michaela Hejnová		1999
- 3901 Kateřina Nekolná		1993
- 3887 Hana Doleželová		1998
- 3824 Marie Burešová		2004
- 3804 Nikola Špinová		1995
- 3715 Petra Šindelářová	2002
- 3714 Barbora Špotáková	1999
- 3686 Marie Burešová		2003
- 3677 Petra Borovičková	2002
- 3650 Šárka Mládková		1995

## Dorostenci
Medailisté
2006: 1. David Melničuk 4833, 2. Jan Carda 4823, 3. Josef Chyba 4653; 
2005: 1. Jan Kudlička 5320, 2. Lukáš Doskočil 5209, 3. Václav Gabriel 4786; 
2004: 1. Antonín Vácha 4688, 2. David Sazima 4491, 3. Jiří Smola 4393; 
2003: 1. Lukáš Patera 5338, 2. Václav Ciminga 4688, 3. Martin Blahut 4640; 
2002: 1. Jan Dočkal 5225, 2. Petr Koňařík 4628, 3. Pavel Honal 4486; 
2001: 1. Jiří Kliner 5030, 2. Petr Svoboda 4673, 3. Pavel Honal 4262; 
2000: 1. Dominik Špiláček 5021, 2. Jiří Kliner 4586, 3. Lukáš Bechyně 4510; 
1999: 1. Dominik Špiláček 4535, 2. Jan Holec 4417, 3. Vladimír Michalička 4372; 
1998: 1. Milan Kohout 5082, 2. Pavel Havlíček 4776, 3. Tomáš Vykydal 4672; 
1997: 1. Lukáš Klíma 4856, 2. Adam Ptáček 4758, 3. Jiří Podivínský 4349; 
1996: 1. Martin Suchánek 5024, 2. Adam Ptáček 4807, 3. Josef Fencl 4786; 
1995: 1. Tomáš Komenda 4818, 2. Drahomír Pořízek 4786, 3. Michal Šída 4779; 
1994: 1. Štěpán Janáček 4801, 2. Vítězslav Perun 4586, 3. Petr Bláha 4351; 
1993: 1. Petr Hingar 4863, 2. Jiří Ryba 4826, 3. Aleš Pastrňák 4714. 

Počet titulů
- Dominik Špiláček 2×
- Jan Dočkal, Petr Hingar, Štěpán Janáček, Lukáš Klíma, Jiří Kliner, Milan Kohout, Tomáš Komenda, Jan Kudlička, David Melničuk, Lukáš Patera, Martin Suchánek, Antonín Vácha 1×

Počet medailí
- Pavel Honal, Jiří Kliner, Adam Ptáček, Dominik Špiláček 2×
- Lukáš Bechyně, Petr Bláha, Martin Blahut, Jan Carda, Václav Ciminga, Jan Dočkal, Lukáš Doskočil, Josef Fencl, Václav Gabriel, Pavel Havlíček, Petr Hingar, Jan Holec, Josef Chyba, Štěpán Janáček, Lukáš Klíma, Milan Kohout, Tomáš Komenda, Jan Kudlička, Petr Koňařík, David Melničuk, Vladimír Michalička, Aleš Pastrňák, Lukáš Patera, Vítězslav Perun, Jiří Podivínský, Drahomír Pořízek, Jiří Ryba, David Sazima, Jiří Smola, Martin Suchánek, Petr Svoboda, Michal Šída, Antonín Vácha, Tomáš Vykydal 1×

Deset nejlepších výkonů na mistrovství
- 5338 Lukáš Patera		2003
- 5320 Jan Kudlička		2005
- 5225 Jan Dočkal		2002
- 5209 Lukáš Doskočil		2005
- 5082 Milan Kohout		1998
- 5030 Jiří Kliner		2001
- 5024 Martin Suchánek		1996
- 5021 Dominik Špiláček		2000
- 4863 Petr Hingar		1993
- 4856 Lukáš Klíma		1997

## Dorostenky
Medailisté
2006: 1. Kateřina Cachová 3852, 2. Lucie Ondraschková 3541, 3. Nikol Ogrodníková 3342; 
2005: 1. Eliška Klučinová 3867, 2. Lenka Ručková 3524, 3. Kateřina Musilová 3291; 
2004: 1. Eliška Klučinová 3771, 2. Zuzana Šídová 3502, 3. Lenka Ručková 3424; 
2003: 1. Denisa Ščerbová 4060, 2. Zuzana Hejnová 3988, 3. Eliška Vaníčková 3564; 
2002: 1. Marie Burešová 3910, 2. Zuzana Hejnová 3854, 3. Denisa Ščerbová 3814; 
2001: 1. Petra Borovičková 3692, 2. Zuzana Bergrová 3495, 3. Petra Blovská 3364; 
2000: 1. Veronika Navrátíková 3692, 2. Petra Šindelářová 3681, 3. Petra Borovičková 3479; 
1999: 1. Petra Šindelářová 3687, 2. Hana Rydvalová 3516, 3. Veronika Mráčková 3464; 
1998: 1. Barbora Špotáková 3682, 2. Veronika Mráčková 3480, Hana Rydvalová 3436; 
1997: 1. Michaela Hejnová 3505, 2. Barbora Špotáková 3326, 3. Žaneta Václavková 3309; 
1996: 1. Hana Doleželová 3729, 2. Michaela Hejnová 3691, 3. Barbora Špotáková 3489; 
1995: 1. Hana Doleželová 3626, 2. Petra Hlavatá 3592, 3. Romana Šeflová 3592; 
1994: 1. Tereza Langnerová 3368, 2. Šárka Beránková 3285, 3. Dita Zagatová 3240; 
1993: 1. Vlasta Gruberová 3759, 2. Nikola Špinová 3737, 3. Šárka Mládková 3702. 

Počet titulů
- Hana Doleželová, Eliška Klučinová 2×
- Petra Borovičková, Marie Burešová, Kateřina Cachová, Vlasta Gruberová, Michaela Hejnová, Tereza Langerová, Veronika Navrátíková, Denisa Ščerbová, Petra Šindelářová, Barbora Špotáková 1×

Počet medailí
- Barbora Špotáková 3×
- Petra Borovičková, Hana Doleželová, Michaela Hejnová, Zuzana Hejnová, Eliška Klučinová, Veronika Mráčková, Lenka Ručková, Hana Rydvalová, Denisa Ščerbová, Petra Šindelářová 2×
- Šárka Beránková, Zuzana Bergrová, Petra Blovská, Marie Burešová, Kateřina Cachová, Vlasta Gruberová, Petra Hlavatá, Tereza Langerová, Šárka Mládková, Kateřina Musilová, Veronika Navrátíková, Lucie Ondraschková, Nikol Ogrodníková, Romana Šeflová, Zuzana Šídová, Nikola Špinová, Žaneta Václavková, Eliška Vaníčková, Dita Zagatová 1×

Deset nejlepších výkonů na mistrovství
- 4060 Denisa Ščerbová		2003
- 3988 Zuzana Hejnová		2003
- 3910 Marie Burešová		2002
- 3867 Eliška Klučinová		2005
- 3854 Zuzana Hejnová		2002
- 3852 Kateřina Cachová		2006
- 3814 Denisa Ščerbová		2002
- 3771 Eliška Klučinová		2004
- 3759 Vlasta Gruberová		1993
- 3737 Nikola Špinová		1993